# Henri Fournier

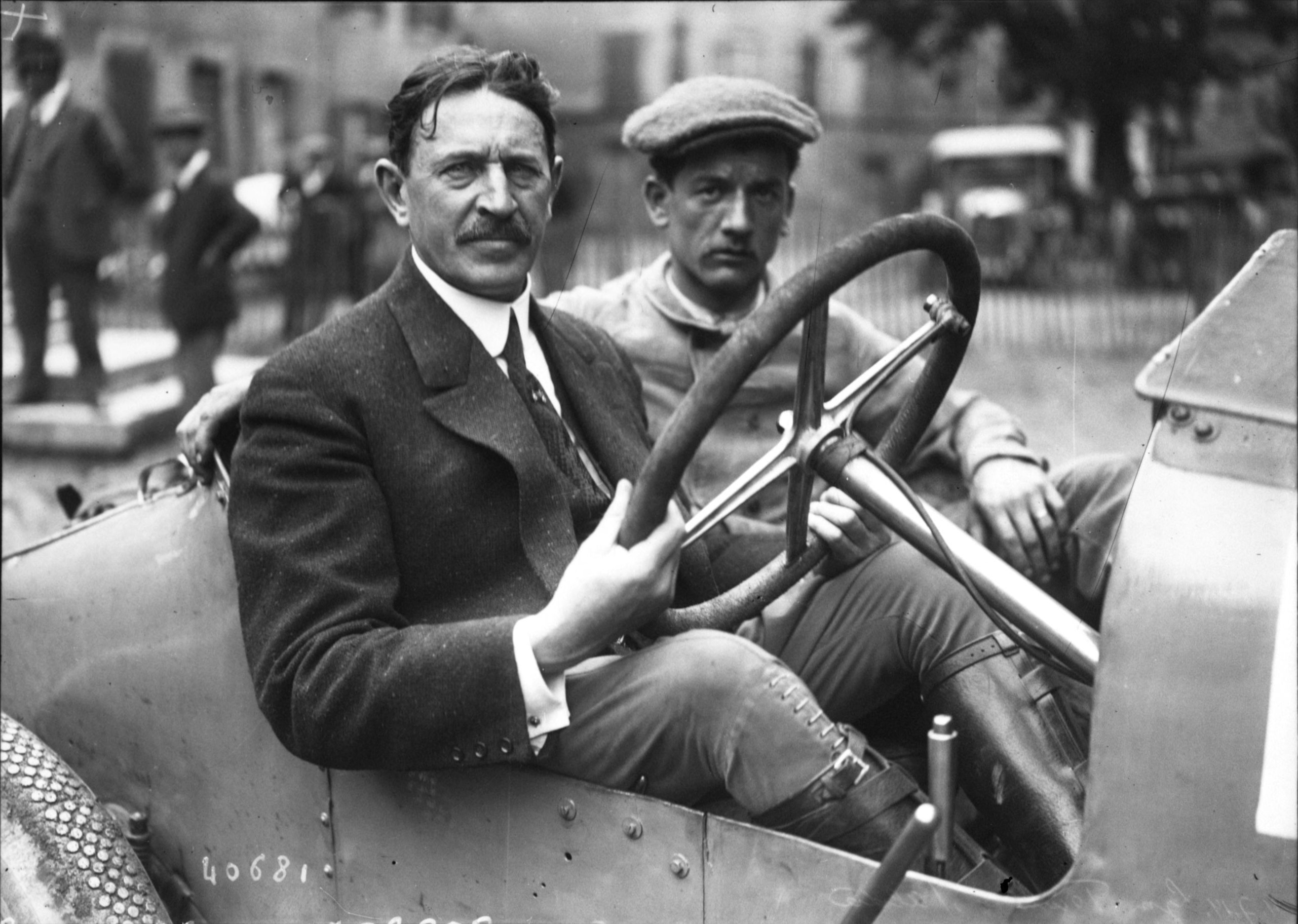
Henri Fournier 1914

Henri Fournier (* 14. April 1871 in Le Mans; † 18. Dezember 1919 in Paris) war ein französischer Automobilrennfahrer.

## Karriere
Fournier begann seine Karriere auf zwei bzw. drei Rädern (damals waren neben Motorrädern auch sogenannte Tricycles bei Rennen durchaus üblich). 1901 kam er zum Mors-Rennstall und wurde der erfolgreichste Fahrer dieses Jahres, er gewann Paris–Bordeaux 1901 und Paris–Berlin 1901 in Zeiten, die als „Fabelzeiten“ eingeschätzt wurden. Neben seiner Rennkarriere bestritt Fournier auch Geschwindigkeitsversuche und erreichte in den USA mit seinem Fahrzeug eine neue Bestleistung für die Meile. Beim Rennen Paris–Wien 1902 dominierte er ebenfalls die erste Etappe mit einem Schnitt von 114 km/h, musste jedoch später mit Getriebeschaden aufgeben. Im Herbst desselben Jahres verbesserte er dann den offiziellen Geschwindigkeitsrekord auf 123 km/h, für die Le kilomètre et le mile à Dourdan, wurden 122,44 km/h am 5. November 1902 ermittelt.
Anschließend zog sich Fournier vorerst vom Motorsport zurück, um Autohändler zu werden, zunächst für die Hotchkiss-Wagen, dann für die italienischen Italas. Mit diesen kehrte er 1907 auf die Rennstrecken zurück, große Erfolge waren ihm jedoch nicht mehr beschieden.
Zusammen mit seinem Bruder Achille Fournier gründete er das Unternehmen Établissements Fournier zur Herstellung von Automobilen. Sein jüngerer Bruder Maurice (1880–1911) war ebenfalls Rennfahrer und kam 1911 bei einem Rennunfall beim Großen Preis von Frankreich ums Leben.